# Ariyur, Nanjangud
Ariyur là một làng thuộc tehsil Nanjangud, huyện Mysore, bang Karnataka, Ấn Độ.